# O demokracji w Ameryce

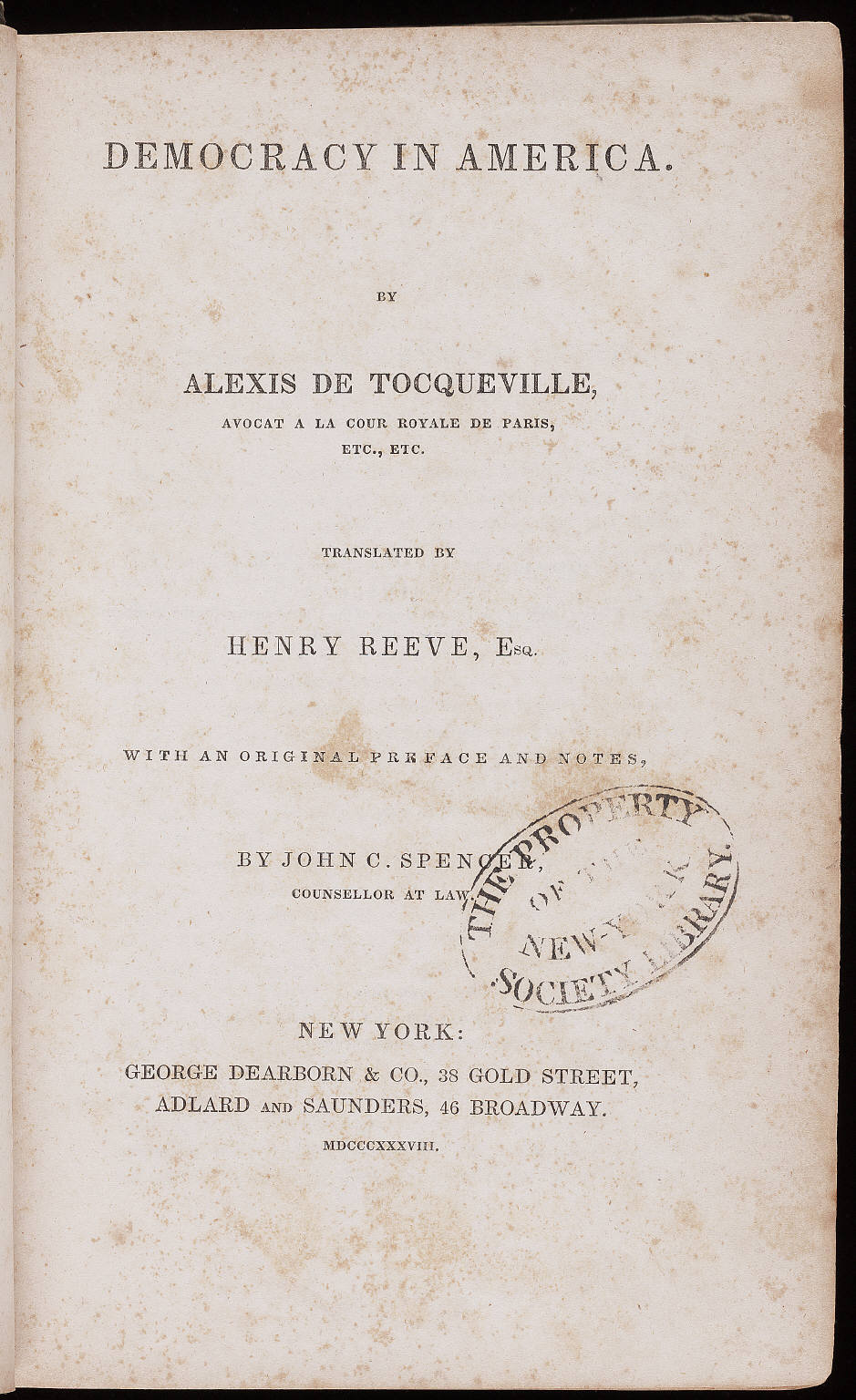
Strona tytułowa O demokracji w Ameryce (Nowy Jork, 1838)

O demokracji w Ameryce (fr. De la démocratie en Amérique) – dwutomowe dzieło Alexisa de Tocqueville’a wydane w latach 1835 (pierwszy tom) i 1840 (drugi tom), zawierające analizę amerykańskiego społeczeństwa politycznego.
W swojej pracy de Tocqueville zwracał uwagę między innymi na:
- skład demograficzno-społeczny i etniczny Ameryki,
- demokratyzm instytucji publicznych,
- dużą rolę stowarzyszeń (w sensie organizacji, instytucji) o charakterze politycznym (np. partii politycznych) oraz ekonomicznym (np. spółek cywilnych)[1][2],
- demokratyzację kultury,
- niewielki zakres konfliktów społecznych i trwałych podziałów, sprzyjający bardziej funkcjonalnemu niż konfliktowemu modelowi struktury społecznej i relacji międzygrupowych,
- znalezienie równowagi między ideologią i praktyką demokratycznego egalitaryzmu,
- nierozwiązane i narastające konflikty

## Krytyka metodologii
Michael R. Hill porównał metodologię Alexisa de Tocqueville’a i Harriet Martineau, autorki Society in America. Oboje przebywali w Stanach Zjednoczonych w podobnym czasie i napisali na tej podstawie książki o społeczno-politycznym kształcie amerykańskiej demokracji. Hill wymienił kilka błędów u podstaw metodologii O demokracji w Ameryce Alexisa de Tocquevilla:
- Cel podróży Tocqueville’a. Udał się on do Stanów w celu przygotowania raportu dla francuskiego rządu na temat więziennictwa, opublikowanego w 1833 roku pod tytułem On the Penitentary System in the United States and Its Application in France. Zdaniem Hilla wpłynęło to negatywnie na rzetelność obserwacji poczynionych przez Tocqueville’a, gdyż miejsca które odwiedzał i czas w nich spędzony musiał dostosować do rządowego zlecenia.
- Poleganie na wtórnym (dyskurs), a nie pierwotnym źródle.
- Dokumentacja. Nienaukowa selekcja informacji i brak ochrony tożsamości informatorów. Tocqueville zanotował w jednym ze swoich dzienników: „Z rozmowy zapisałem jedynie to, co zgadzało się z już poczynionymi przeze mnie obserwacjami”[4]. Tocqueville nie zniszczył dokumentacji swojej podróży, przez co ujawniona została tożsamość jego informatorów, gdy jego dzienniki wyszły drukiem.
- Zbyt krótki czas poświęcony obserwacji amerykańskiej demokracji. Tocqueville na kontynencie północnoamerykańskim spędził dziewięć miesięcy, z czego znaczącą część na terenach, które obecnie wchodzą w skład Kanady (Quebec, Montreal).
- Niewystarczająca do przeprowadzenia rzetelnych obserwacji znajomość języka angielskiego. Hill określił ją jako angielski „restauracyjny” („restaurant” English).
- Nieobiektywny dobór informatorów pod względem płci, klasy i znajomości francuskiego. Informatorami Tocqueville’a byli wyłącznie mężczyźni. Większość z nich pochodziła z wyższej klasy średniej i wyższej. Tocqueville, z powodu trudności w porozumiewaniu się w języku angielskim, preferował informatorów francuskojęzycznych.